# جبل الطارقي
جبل الطارقي جبل إذا أميت مكة عن طريق نخلة اليمانية فصرت في الصفاح أو على حدود الحرم رأيته على يسار الطريق من أشمخ الجبال يقع في شرقيه سلع وفي غربيه ثقبة أحد رؤوس ثبير الأعظم, يقع في القسم الشرقي من مكة المكرمة شرقي مشعر منى وتبلغ قمته ارتفاع 900 متر وهو أعلى قمة في جبال مكة المكرمة والمشاعر المقدسة. ويقع جبل الطارقي في منطقة تسمى الحرمال لكثرة نبات الحرمل أحدى ديار قبيلة الغجره من قبيلة قريش .